# مجلس الوزراء الكويتي (مايو 2024)
مجلس الوزراء الكويتي (مايو 2024) أو حكومة الشيخ أحمد عبدالله الأحمد الأولى، هي الحكومة الكويتية الخامسة والأربعون في تاريخ دولة الكويت منذ الاستقلال في عام 1961، تشكلت الحكومة مساء يوم الأحد 12 مايو 2024 وفقاً للمرسوم رقم 73 لسنة 2024  الذي أصدره الشيخ مشعل الأحمد الجابر الصباح أمير دولة الكويت وذلك بعد استقالة الحكومة السابقة برئاسة الشيخ الدكتور محمد صباح السالم الصباح في 7 أبريل 2024  حيث أصدر أمير دولة الكويت في 15 أبريل 2024 أمر أميري بتعيين الشيخ أحمد عبدالله الأحمد الصباح رئيساً لمجلس الوزراء وتكليفه بترشيح أعضاء الحكومة الجديدة  وصدر مرسوم تشكيل الحكومة في مساء يوم الأحد 12 مايو 2024.

## أعضاء مجلس الوزراء

### التشكيل الوزاري منذ 24 مارس 2025 حتى الآن
| الأسم | المنصب                                                 |
| --- | ------------------------------------------------------ |
| الشيخ أحمد عبدالله الأحمد الصباح | رئيس مجلس الوزراء                                      |
| الشيخ فهد يوسف سعود الصباح | النائب الأول لرئيس مجلس الوزراء وزير الداخلية          |
| شريدة عبدالله المعوشرجي | نائب رئيس مجلس الوزراء وزير الدولة لشؤون مجلس الوزراء  |
| عبد الرحمن بداح المطيري | وزير الإعلام والثقافة وزير الدولة لشؤون الشباب         |
| الشيخ عبدالله علي العبدالله الصباح | وزير الدفاع                                            |
| الدكتور أحمد عبدالوهاب العوضي | وزير الصحة                                             |
| عبد الله علي اليحيا | وزير الخارجية                                          |
| الدكتورة نورة محمد المشعان | وزيرة الأشغال العامة                                   |
| الدكتور محمد إبراهيم الوسمي | وزير الأوقاف والشؤون الإسلامية                         |
| عمر سعود العمر | وزير الدولة لشؤون الإتصالات                            |
| الدكتورة أمثال هادي الحويلة | وزيرة الشؤون الاجتماعية وشؤون الأسرة والطفولة          |
| خليفة عبدالله العجيل | وزير التجارة والصناعة                                  |
| عبد اللطيف حامد المشاري | وزير الدولة لشؤون البلدية وزير الدولة لشؤون الإسكان    |
| الدكتور نادر عبدالله الجلال | وزير التعليم العالي والبحث العلمي                      |
| نورة سليمان الفصام | وزيرة المالية وزيرة الدولة لشؤون الاقتصادية والاستثمار |
| جلال عبدالمحسن الطبطبائي | وزير التربية                                           |
| طارق سليمان الرومي | وزير النفط                                             |
| ناصر يوسف السميط | وزير العدل                                             |
| صبيح عبدالعزيز المخيزيم | وزير الكهرباء والماء والطاقة المتجددة                  |
| في 24 مارس 2025 أصدر الشيخ مشعل الأحمد الصباح أمير الكويت مرسوماً بتعيين صبيح عبدالعزيز المخيزيم وزيراً للكهرباء والماء والطاقة المتجددة |                                                        |

### التشكيل الوزاري منذ 10 مارس 2025 حتى 24 مارس 2025
| الأسم | المنصب                                                               |
| --- | -------------------------------------------------------------------- |
| الشيخ أحمد عبدالله الأحمد الصباح | رئيس مجلس الوزراء                                                    |
| الشيخ فهد يوسف سعود الصباح | النائب الأول لرئيس مجلس الوزراء وزير الداخلية                        |
| شريدة عبدالله المعوشرجي | نائب رئيس مجلس الوزراء وزير الدولة لشؤون مجلس الوزراء                |
| عبد الرحمن بداح المطيري | وزير الإعلام والثقافة وزير الدولة لشؤون الشباب                       |
| الشيخ عبدالله علي العبدالله الصباح | وزير الدفاع                                                          |
| الدكتور أحمد عبدالوهاب العوضي | وزير الصحة                                                           |
| عبد الله علي اليحيا | وزير الخارجية                                                        |
| الدكتورة نورة محمد المشعان | وزيرة الأشغال العامة وزيرة الكهرباء والماء والطاقة المتجددة بالوكالة |
| الدكتور محمد إبراهيم الوسمي | وزير الأوقاف والشؤون الإسلامية                                       |
| عمر سعود العمر | وزير الدولة لشؤون الإتصالات                                          |
| الدكتورة أمثال هادي الحويلة | وزيرة الشؤون الاجتماعية وشؤون الأسرة والطفولة                        |
| خليفة عبدالله العجيل | وزير التجارة والصناعة                                                |
| عبد اللطيف حامد المشاري | وزير الدولة لشؤون البلدية وزير الدولة لشؤون الإسكان                  |
| الدكتور نادر عبدالله الجلال | وزير التعليم العالي والبحث العلمي                                    |
| نورة سليمان الفصام | وزيرة المالية وزيرة الدولة لشؤون الاقتصادية والاستثمار               |
| جلال عبدالمحسن الطبطبائي | وزير التربية                                                         |
| طارق سليمان الرومي | وزير النفط                                                           |
| ناصر يوسف السميط | وزير العدل                                                           |
| في 10 مارس 2025 أصدر الشيخ مشعل الأحمد الصباح أمير الكويت مرسوماً بقبول إستقالة الدكتور محمود عبدالعزيز بوشهري وزير الكهرباء والماء والطاقة المتجددة ومرسوماً بتعيين الدكتورة نورة محمد المشعان وزيرة الأشغال العامة وزيرة الكهرباء والماء والطاقة المتجددة بالوكالة. |                                                                      |

### التشكيل الوزاري منذ 4 فبراير 2025 حتى 10 مارس 2025
| الأسم | المنصب                                                 |
| --- | ------------------------------------------------------ |
| الشيخ أحمد عبدالله الأحمد الصباح | رئيس مجلس الوزراء                                      |
| الشيخ فهد يوسف سعود الصباح | النائب الأول لرئيس مجلس الوزراء وزير الداخلية          |
| شريدة عبدالله المعوشرجي | نائب رئيس مجلس الوزراء وزير الدولة لشؤون مجلس الوزراء  |
| عبد الرحمن بداح المطيري | وزير الإعلام والثقافة وزير الدولة لشؤون الشباب         |
| الشيخ عبدالله علي العبدالله الصباح | وزير الدفاع                                            |
| الدكتور أحمد عبدالوهاب العوضي | وزير الصحة                                             |
| عبد الله علي اليحيا | وزير الخارجية                                          |
| الدكتورة نورة محمد المشعان | وزيرة الأشغال العامة                                   |
| الدكتور محمد إبراهيم الوسمي | وزير الأوقاف والشؤون الإسلامية                         |
| عمر سعود العمر | وزير الدولة لشؤون الإتصالات                            |
| الدكتور محمود عبدالعزيز بوشهري | وزير الكهرباء والماء والطاقة المتجددة                  |
| الدكتورة أمثال هادي الحويلة | وزيرة الشؤون الاجتماعية وشؤون الأسرة والطفولة          |
| خليفة عبدالله العجيل | وزير التجارة والصناعة                                  |
| عبد اللطيف حامد المشاري | وزير الدولة لشؤون البلدية وزير الدولة لشؤون الإسكان    |
| الدكتور نادر عبدالله الجلال | وزير التعليم العالي والبحث العلمي                      |
| نورة سليمان الفصام | وزيرة المالية وزيرة الدولة لشؤون الاقتصادية والاستثمار |
| جلال عبدالمحسن الطبطبائي | وزير التربية                                           |
| طارق سليمان الرومي | وزير النفط                                             |
| ناصر يوسف السميط | وزير العدل                                             |
| في 4 فبراير 2025 أصدر الشيخ مشعل الأحمد الصباح أمير الكويت مرسوماً بتعديل تعيين الشيخ فهد يوسف سعود الصباح ليكون النائب الأول لرئيس مجلس الوزراء ووزير الداخلية وتعيين الشيخ عبدالله علي العبدالله الصباح وزير الدفاع. |                                                        |

### التشكيل الوزاري منذ 11 نوفمبر 2024 حتى 4 فبراير 2025
| الأسم | المنصب                                                    |
| --- | --------------------------------------------------------- |
| الشيخ أحمد عبدالله الأحمد الصباح | رئيس مجلس الوزراء                                         |
| الشيخ فهد يوسف سعود الصباح | النائب الأول لرئيس مجلس الوزراء وزير الدفاع وزير الداخلية |
| شريدة عبدالله المعوشرجي | نائب رئيس مجلس الوزراء وزير الدولة لشؤون مجلس الوزراء     |
| عبد الرحمن بداح المطيري | وزير الإعلام والثقافة وزير الدولة لشؤون الشباب            |
| الدكتور أحمد عبدالوهاب العوضي | وزير الصحة                                                |
| عبد الله علي اليحيا | وزير الخارجية                                             |
| الدكتورة نورة محمد المشعان | وزيرة الأشغال العامة                                      |
| الدكتور محمد إبراهيم الوسمي | وزير الأوقاف والشؤون الإسلامية                            |
| عمر سعود العمر | وزير الدولة لشؤون الإتصالات                               |
| الدكتور محمود عبدالعزيز بوشهري | وزير الكهرباء والماء والطاقة المتجددة                     |
| الدكتورة أمثال هادي الحويلة | وزيرة الشؤون الاجتماعية وشؤون الأسرة والطفولة             |
| خليفة عبدالله العجيل | وزير التجارة والصناعة                                     |
| عبد اللطيف حامد المشاري | وزير الدولة لشؤون البلدية وزير الدولة لشؤون الإسكان       |
| الدكتور نادر عبدالله الجلال | وزير التعليم العالي والبحث العلمي                         |
| نورة سليمان الفصام | وزيرة المالية وزيرة الدولة لشؤون الاقتصادية والاستثمار    |
| جلال عبدالمحسن الطبطبائي | وزير التربية                                              |
| طارق سليمان الرومي | وزير النفط                                                |
| ناصر يوسف السميط | وزير العدل                                                |
| في 11 نوفمبر 2024 أصدر الشيخ مشعل الأحمد الصباح أمير الكويت مرسوماً بتعديل تعين الدكتور محمد إبراهيم الوسمي ليكون وزيراً للأوقاف والشؤون الإسلامية وتعيين ناصر يوسف السميط وزير العدل. |                                                           |

### التشكيل الوزاري منذ 29 أكتوبر 2024 حتى 11 نوفمبر 2024
| الأسم | المنصب                                                    |
| --- | --------------------------------------------------------- |
| الشيخ أحمد عبدالله الأحمد الصباح | رئيس مجلس الوزراء                                         |
| الشيخ فهد يوسف سعود الصباح | النائب الأول لرئيس مجلس الوزراء وزير الدفاع وزير الداخلية |
| شريدة عبدالله المعوشرجي | نائب رئيس مجلس الوزراء وزير الدولة لشؤون مجلس الوزراء     |
| عبد الرحمن بداح المطيري | وزير الإعلام والثقافة وزير الدولة لشؤون الشباب            |
| الدكتور أحمد عبدالوهاب العوضي | وزير الصحة                                                |
| عبد الله علي اليحيا | وزير الخارجية                                             |
| الدكتورة نورة محمد المشعان | وزيرة الأشغال العامة                                      |
| الدكتور محمد إبراهيم الوسمي | وزير العدل وزير الأوقاف والشؤون الإسلامية                 |
| عمر سعود العمر | وزير الدولة لشؤون الإتصالات                               |
| الدكتور محمود عبدالعزيز بوشهري | وزير الكهرباء والماء والطاقة المتجددة                     |
| الدكتورة أمثال هادي الحويلة | وزيرة الشؤون الاجتماعية وشؤون الأسرة والطفولة             |
| خليفة عبدالله العجيل | وزير التجارة والصناعة                                     |
| عبد اللطيف حامد المشاري | وزير الدولة لشؤون البلدية وزير الدولة لشؤون الإسكان       |
| الدكتور نادر عبدالله الجلال | وزير التعليم العالي والبحث العلمي                         |
| نورة سليمان الفصام | وزيرة المالية وزيرة الدولة لشؤون الاقتصادية والاستثمار    |
| السيد جلال عبدالمحسن الطبطبائي | وزير التربية                                              |
| طارق سليمان الرومي | وزير النفط                                                |
| في 29 أكتوبر 2024 أصدر أمير الكويت الشيخ مشعل الأحمد الجابر الصباح مرسوماً بتعين السيد جلال عبدالمحسن الطبطبائي وزيراً للتربية وطارق سليمان الرومي وزيراً للنفط. |                                                           |

### التشكيل الوزاري منذ 8 سبتمبر 2024 حتى 29 أكتوبر 2024
| الأسم | المنصب                                                                      |
| --- | --------------------------------------------------------------------------- |
| الشيخ أحمد عبدالله الأحمد الصباح | رئيس مجلس الوزراء                                                           |
| الشيخ فهد يوسف سعود الصباح | النائب الأول لرئيس مجلس الوزراء وزير الدفاع وزير الداخلية                   |
| شريدة عبدالله المعوشرجي | نائب رئيس مجلس الوزراء وزير الدولة لشؤون مجلس الوزراء                       |
| عبد الرحمن بداح المطيري | وزير الإعلام والثقافة وزير الدولة لشؤون الشباب                              |
| الدكتور أحمد عبدالوهاب العوضي | وزير الصحة                                                                  |
| عبد الله علي اليحيا | وزير الخارجية                                                               |
| الدكتورة نورة محمد المشعان | وزيرة الأشغال العامة                                                        |
| الدكتور محمد إبراهيم الوسمي | وزير العدل وزير الأوقاف والشؤون الإسلامية                                   |
| عمر سعود العمر | وزير الدولة لشؤون الإتصالات                                                 |
| الدكتور محمود عبدالعزيز بوشهري | وزير الكهرباء والماء والطاقة المتجددة                                       |
| الدكتورة أمثال هادي الحويلة | وزيرة الشؤون الاجتماعية وشؤون الأسرة والطفولة                               |
| خليفة عبدالله العجيل | وزير التجارة والصناعة                                                       |
| عبد اللطيف حامد المشاري | وزير الدولة لشؤون البلدية وزير الدولة لشؤون الإسكان                         |
| الدكتور نادر عبدالله الجلال | وزير التعليم العالي والبحث العلمي وزير التربية بالوكالة                     |
| نورة سليمان الفصام | وزيرة المالية وزيرة الدولة لشؤون الاقتصادية والاستثمار وزيرة النفط بالوكالة |
| في 8 سبتمبر 2024 أصدر أمير الكويت الشيخ مشعل الأحمد الجابر الصباح مرسوماً بقبول استقالة نائب رئيس مجلس الوزراء وزير النفط الدكتور عماد العتيقي ومرسوماً بتعيين نورة الفصام وزيرة المالية وزيرة الدولة لشؤون الاقتصادية والاستثمار وزيرةً للنفط بالوكالة. |                                                                             |

### التشكيل الوزاري منذ 25 أغسطس 2024 حتى 8 سبتمبر 2024
| الأسم | المنصب                                                    |
| --- | --------------------------------------------------------- |
| الشيخ أحمد عبدالله الأحمد الصباح | رئيس مجلس الوزراء                                         |
| الشيخ فهد يوسف سعود الصباح | النائب الأول لرئيس مجلس الوزراء وزير الدفاع وزير الداخلية |
| شريدة عبدالله المعوشرجي | نائب رئيس مجلس الوزراء وزير الدولة لشؤون مجلس الوزراء     |
| الدكتور عماد محمد العتيقي | نائب رئيس مجلس الوزراء وزير النفط                         |
| عبد الرحمن بداح المطيري | وزير الإعلام والثقافة وزير الدولة لشؤون الشباب            |
| الدكتور أحمد عبدالوهاب العوضي | وزير الصحة                                                |
| عبد الله علي اليحيا | وزير الخارجية                                             |
| الدكتورة نورة محمد المشعان | وزيرة الأشغال العامة                                      |
| الدكتور محمد إبراهيم الوسمي | وزير العدل وزير الأوقاف والشؤون الإسلامية                 |
| عمر سعود العمر | وزير الدولة لشؤون الإتصالات                               |
| الدكتور محمود عبدالعزيز بوشهري | وزير الكهرباء والماء والطاقة المتجددة                     |
| الدكتورة أمثال هادي الحويلة | وزيرة الشؤون الاجتماعية وشؤون الأسرة والطفولة             |
| خليفة عبدالله العجيل | وزير التجارة والصناعة                                     |
| عبد اللطيف حامد المشاري | وزير الدولة لشؤون البلدية وزير الدولة لشؤون الإسكان       |
| الدكتور نادر عبدالله الجلال | وزير التعليم العالي والبحث العلمي وزير التربية بالوكالة   |
| نورة سليمان الفصام | وزير المالية وزير الدولة لشؤون الاقتصادية والاستثمار      |
| في 25 أغسطس 2024 صدر مرسوماً بتعديل وزاري شمل تعيين عبدالرحمن المطيري وزيراً للدولة لشؤون الشباب بالإضافة لمنصبه وزيراً للإعلام والثقافة والدكتورة نورة المشعان وزيرة للأشغال العامة وعمر العمر وزيراً للدولة لشؤون الإتصالات الدكتورة أمثال هادي الحويلة وزيرة للشؤون الاجتماعية وشؤون الأسرة والطفولة وخليفة العجيل وزيراً للتجارة والصناعة عبد اللطيف المشاري وزيراً للدولة لشؤون البلدية ووزيراً الدولة لشؤون الإسكان والدكتور نادر الجلال وزيراً التعليم العالي والبحث العلمي وزيراً التربية بالوكالة ونورة الفصام وزيراً للمالية وزير الدولة لشؤون الاقتصادية والاستثمار |                                                           |

### التشكيل الوزاري منذ 12 مايو 2024 حتى 25 أغسطس 2024
| الأسم                            | المنصب                                                                         |
| -------------------------------- | ------------------------------------------------------------------------------ |
| الشيخ أحمد عبدالله الأحمد الصباح | رئيس مجلس الوزراء                                                              |
| الشيخ فهد يوسف سعود الصباح       | النائب الأول لرئيس مجلس الوزراء وزير الدفاع وزير الداخلية                      |
| شريدة عبدالله المعوشرجي          | نائب رئيس مجلس الوزراء وزير الدولة لشؤون مجلس الوزراء                          |
| الدكتور عماد محمد العتيقي        | نائب رئيس مجلس الوزراء وزير النفط                                              |
| عبد الرحمن بداح المطيري          | وزير الإعلام والثقافة                                                          |
| الدكتور أحمد عبدالوهاب العوضي    | وزير الصحة                                                                     |
| الدكتور أنور علي المضف           | وزير المالية ووزير الدولة لشؤون الاقتصادية والاستثمار                          |
| الدكتور عادل محمد العدواني       | وزير التربية وزير التعليم العالي والبحث العلمي                                 |
| عبد الله علي اليحيا              | وزير الخارجية                                                                  |
| الدكتورة نورة محمد المشعان       | وزيرة الأشغال العامة ووزيرة البلدية                                            |
| الدكتور محمد إبراهيم الوسمي      | وزير العدل وزير الأوقاف والشؤون الإسلامية                                      |
| عمر سعود العمر                   | وزير التجارة والصناعة وزير الدولة لشؤون الإتصالات                              |
| محمود عبد العزيز بوشهري          | وزير الكهرباء والماء والطاقة المتجددة وزير الدولة لشؤون الإسكان                |
| الدكتورة أمثال هادي الحويلة      | وزيرة الشؤون الاجتماعية والعمل وشؤون الأسرة والطفولة وزيرة الدولة لشؤون الشباب |